# 朱莉·弗利斯
朱莉·弗利斯（英語：Julie Fowlis；1979年6月20日—）是一位苏格兰民谣歌手。她能够演奏多种乐器。她的歌曲作品主要使用苏格兰盖尔语演唱。
她出生于外赫布里底群岛的北尤伊斯特岛的一个盖尔语社区。

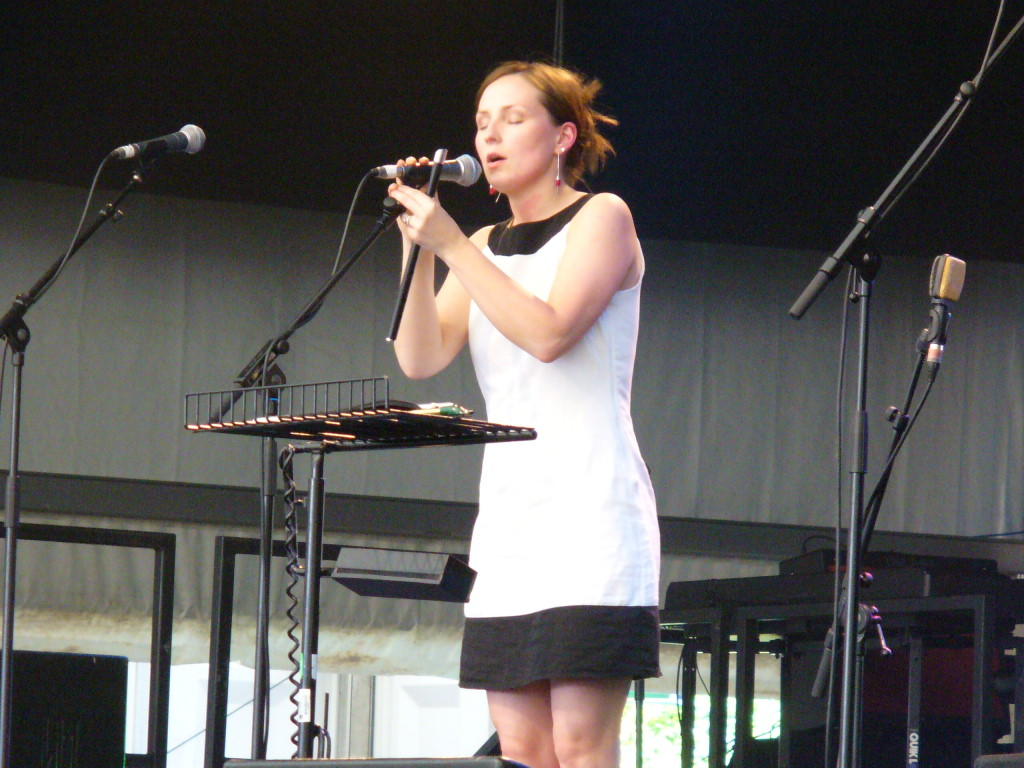
弗利斯表演现场，2007年